# Jonathan Quartey
Jonathan Quartey (Accra, 15 aprile 1988) è un ex calciatore ghanese, di ruolo difensore.